# Auslieferung (Recht)
Eine Auslieferung ist die Überstellung einer im ersuchenden Staat verfolgten Person an diesen durch den ersuchten Staat zu Zwecken der Strafverfolgung oder Strafvollstreckung.

## Deutschland
Der verfassungsrechtliche Auslieferungsbegriff in Artikel 16 des Grundgesetzes für die Bundesrepublik Deutschland ist weit zu verstehen und erfasst neben der typischen strafjustizbezogenen Auslieferungskonstellation auch Überstellungen an eine ausländische Hoheitsgewalt zum Zwecke der Durchführung eines zivil- oder verwaltungsrechtlichen Verfahrens.
Keine Auslieferung stellt die Ausweisung oder Abschiebung dar.

### Auslieferung aus Deutschland in andere Länder
Grundsätzlich darf kein Deutscher an das Ausland ausgeliefert werden (Art. 16 Abs. 2 Satz 1 GG). Das Grundrecht schützt deutsche Staatsbürger in ihrem staatsbürgerlichen Status und gegenüber der Strafverfolgung im Ausland. Zugleich ist es Ausdruck der staatlichen Souveränität, indem es das Recht der Bundesrepublik Deutschland manifestiert, „seine“ Bürger nicht einer fremden Staatsgewalt ausliefern und unterwerfen zu müssen.
Art. 16 Abs. 2 Satz 2 GG enthält einen Gesetzesvorbehalt für Ausnahmen im Falle von Überstellungen an Mitgliedstaaten der EU oder an einen internationalen Gerichtshof, beispielsweise den Internationalen Strafgerichtshof. Diese Schranke ist Ausdruck der Integration auf Ebene der Europäischen  Union und  der internationalen Staatengemeinschaft. Art. 16 Abs. 2 Satz 2 GG setzt dabei zwingend voraus, dass rechtsstaatliche Grundsätze im Sinn eines  Kernbestands prozessualer Verfahrensgarantien gewahrt werden. Liegen die Voraussetzungen von Art. 16 Abs. 2 Satz 2 GG nicht vor, ist die Auslieferungen von Deutschen, insbesondere an andere Staaten als EU-Mitgliedstaaten (Drittstaaten) unzulässig. Vor Einführung des europäischen Haftbefehls im Jahr 2004 war die Auslieferung Deutscher an das Ausland durch das Grundgesetz generell verboten.
Das Recht der Auslieferung ist Teil der internationalen Rechtshilfe in Strafsachen. Das Gesetz über die internationale Rechtshilfe in Strafsachen (IRG) regelt als innerstaatliches Recht den Rechtsverkehr mit dem Ausland in strafrechtlichen Angelegenheiten, falls kein völkerrechtlicher Vertrag zwischen Deutschland und dem ersuchenden Staat besteht. Der Auslieferung geht in der Regel ein Rechtshilfeersuchen voraus.
Danach müssen bestimmte Kriterien erfüllt sein, bevor eine Person an einen anderen Staat ausgeliefert wird:
1. Die ihr zur Last gelegte Tat muss in beiden Ländern strafbar sein und vor Ort festgestellt werden.
2. Ihr dürfen keinerlei Folter oder sonstige menschenunwürdige Behandlung drohen (wobei eine konkrete und keine lediglich abstrakte Gefahr bestehen muss).[12]
3. Ihr darf nicht die Todesstrafe drohen (§ 8 IRG).
4. Es muss sichergestellt sein, dass sie ein fairer Prozess erwartet. Das Grundrecht auf einen fairen Prozess kann z. B. durch eine unangemessene Strafandrohung verletzt werden[13] oder die Auslieferung an ein Ausnahmegericht.
5. Es muss nicht zwingend ein Auslieferungsabkommen bestehen; eine Auslieferung ist auch auf vertragloser Grundlage möglich.
6. Die Auslieferung einer Person mit deutscher Staatsangehörigkeit zum Zwecke der Strafverfolgung ist nur unter den besonderen Voraussetzungen des § 80 IRG zulässig.[14]

Für die Auslieferung gilt der Grundsatz der Spezialität: Wird eine Auslieferung bewilligt, so bezieht sich die Bewilligung
- auf einen bestimmten, konkreten Tatvorwurf sowie
- auf die Strafverfolgung bzw. -vollstreckung durch einen bestimmten Staat.

Die Auslieferung darf also nicht erfolgen, wenn Erkenntnisse bestehen, dass der Auszuliefernde noch wegen weiterer, im Auslieferungsantrag nicht erwähnter Taten verfolgt oder an einen Drittstaat ausgeliefert werden soll (§ 11 IRG).
Die Entscheidung über die rechtliche Zulässigkeit der Auslieferung obliegt dem örtlich zuständigen Oberlandesgericht (§ 29 IRG). Ein Rechtsmittel hiergegen besteht nicht, jedoch ist eine Verfassungsbeschwerde möglich. Diese können ausländische Staatsangehörige zwar nicht auf Art. 16 Abs. 2 GG, aber unter anderem auf Art. 2 GG stützen.
Auch wenn eine Person aus den oben genannten Gründen nicht ausgeliefert wird, bedeutet das für sie nicht automatisch Straffreiheit. Nach dem Legalitätsprinzip sind die deutschen Strafverfolgungsbehörden grundsätzlich verpflichtet, ein Ermittlungsverfahren einzuleiten, wenn sie Kenntnis vom Verdacht einer Straftat erlangen (§ 152 Abs. 2, § 160, § 163 StPO). Voraussetzung ist bei im Ausland begangenen Taten allerdings, dass das deutsche Strafrecht auf die Tat überhaupt anwendbar ist (§§ 3 ff. StGB). Das geschieht etwa, wenn ein Deutscher ein Verbrechen im Ausland begangen hat und erst nach der Rückkehr nach Deutschland verhaftet werden konnte.

### Auslieferung aus anderen Ländern nach Deutschland
Überstellungen innerhalb der EU richten sich nach dem Übereinkommen des Europarats über die Überstellung verurteilter Personen vom 21. März 1983 (ÜberstÜbk). In Deutschland ist das Übereinkommen gemeinsam mit dem Überstellungsausführungsgesetz (ÜAG), welches inländische Ergänzungsregelungen enthält, seit dem 1. Februar 1992 in Kraft. Am 18. Dezember 1997 wurde ein Zusatzprotokoll des Europarats zum ÜberstÜbk von 1983 abgeschlossen. Es ist am 1. Juni 2000 in Kraft getreten und wurde von Deutschland am 10. Dezember 2002 ratifiziert.
Die Überstellung im europäischen Bereich außerhalb der EU richtet sich  nach dem Europäischen Auslieferungsabkommen des Europarats von 1957 (EurAuslÜbk).
In der folgenden Liste sind die einzelnen Länder nach der rechtlichen Grundlage für eine Auslieferung an die Bundesrepublik Deutschland eingeteilt.
| Staat                                  | Auslieferungsverkehr                                             |
| -------------------------------------- | ---------------------------------------------------------------- |
| Afghanistan                            | Kein Auslieferungsverkehr                                        |
| Ägypten                                | Auslieferung auf vertragsloser Grundlage                         |
| Albanien                               | Europäisches Auslieferungsübereinkommen                          |
| Algerien                               | Auslieferung auf vertragsloser Grundlage                         |
| Andorra                                | Europäisches Auslieferungsübereinkommen                          |
| Anguilla (UK)                          | Zwischenstaatlicher Auslieferungsvertrag                         |
| Argentinien                            | Auslieferung auf vertragsloser Grundlage                         |
| Armenien                               | Europäisches Auslieferungsübereinkommen                          |
| Aruba, Curaçao und Sint Maarten (NL)   | Europäisches Auslieferungsübereinkommen                          |
| Aserbaidschan                          | Europäisches Auslieferungsübereinkommen                          |
| Äthiopien                              | Auslieferung nur aufgrund einer zwischenstaatlichen Vereinbarung |
| Australien                             | Zwischenstaatlicher Auslieferungsvertrag                         |
| Bahamas                                | Zwischenstaatlicher Auslieferungsvertrag                         |
| Bahrain                                | Auslieferung auf vertragsloser Grundlage                         |
| Bangladesch                            | Kein Auslieferungsverkehr                                        |
| Barbados                               | Keine Erkenntnisse                                               |
| Belarus                                | Auslieferung auf vertragsloser Grundlage                         |
| Belgien                                | Regelung im nationalen Recht                                     |
| Belize                                 | Keine Erkenntnisse                                               |
| Benin                                  | Auslieferung auf vertragsloser Grundlage                         |
| Bermuda                                | Zwischenstaatlicher Auslieferungsvertrag                         |
| Bhutan                                 | Auslieferung auf vertragsloser Grundlage                         |
| Bolivien                               | Auslieferung auf vertragsloser Grundlage                         |
| Bosnien und Herzegowina                | Europäisches Auslieferungsübereinkommen                          |
| Botsuana                               | Auslieferung nur aufgrund einer zwischenstaatlichen Vereinbarung |
| Brasilien                              | Auslieferung auf vertragsloser Grundlage                         |
| Britische Jungferninseln (UK)          | Zwischenstaatlicher Auslieferungsvertrag                         |
| Brunei                                 | Keine Erkenntnisse                                               |
| Bulgarien                              | Regelung im nationalen Recht                                     |
| Burkina Faso                           | Auslieferung auf vertragsloser Grundlage                         |
| Burundi                                | Auslieferung nur aufgrund einer zwischenstaatlichen Vereinbarung |
| Chile                                  | Auslieferung auf vertragsloser Grundlage                         |
| Costa Rica                             | Auslieferung auf vertragsloser Grundlage                         |
| Dänemark (ohne Färöer-Inseln/Grönland) | Regelung im nationalen Recht                                     |
| Demokratische Republik Kongo           | Auslieferung auf vertragsloser Grundlage                         |
| Dominica                               | Zwischenstaatlicher Auslieferungsvertrag                         |
| Dominikanische Republik                | Auslieferung auf vertragsloser Grundlage                         |
| Dschibuti                              | Kein Auslieferungsverkehr                                        |
| Ecuador                                | Auslieferung auf vertragsloser Grundlage                         |
| El Salvador                            | Auslieferung auf vertragsloser Grundlage                         |
| Elfenbeinküste                         | Auslieferung auf vertragsloser Grundlage                         |
| Estland                                | Regelung im nationalen Recht                                     |
| Falklandinseln (UK)                    | Zwischenstaatlicher Auslieferungsvertrag                         |
| Färöer-Inseln/Grönland (DK)            | Europäisches Auslieferungsübereinkommen                          |
| Fidschi                                | Zwischenstaatlicher Auslieferungsvertrag                         |
| Finnland                               | Regelung im nationalen Recht                                     |
| Frankreich                             | Regelung im nationalen Recht                                     |
| Französisch-Polynesien                 | Regelung im nationalen Recht                                     |
| Gabun                                  | Auslieferung nur aufgrund einer zwischenstaatlichen Vereinbarung |
| Gambia                                 | Auslieferung nur aufgrund einer zwischenstaatlichen Vereinbarung |
| Georgien                               | Europäisches Auslieferungsübereinkommen                          |
| Ghana                                  | Zwischenstaatlicher Auslieferungsvertrag                         |
| Gibraltar (UK)                         | Regelung im nationalen Recht                                     |
| Grenada                                | Zwischenstaatlicher Auslieferungsvertrag                         |
| Griechenland                           | Regelung im nationalen Recht                                     |
| Guatemala                              | Kein Auslieferungsverkehr                                        |
| Guinea                                 | Kein Auslieferungsverkehr                                        |
| Guyana                                 | Keine Erkenntnisse                                               |
| Haiti                                  | Auslieferung auf vertragsloser Grundlage                         |
| Honduras                               | Keine Erkenntnisse                                               |
| Indien                                 | Zwischenstaatlicher Auslieferungsvertrag                         |
| Indonesien                             | Auslieferung auf vertragsloser Grundlage                         |
| Insel Man (UK)                         | Europäisches Auslieferungsübereinkommen                          |
| Irak                                   | Kein Auslieferungsverkehr                                        |
| Iran                                   | Kein Auslieferungsverkehr                                        |
| Irland                                 | Regelung im nationalen Recht                                     |
| Island                                 | Europäisches Auslieferungsübereinkommen                          |
| Israel                                 | Europäisches Auslieferungsübereinkommen                          |
| Italien                                | Regelung im nationalen Recht                                     |
| Jamaika                                | Zwischenstaatlicher Auslieferungsvertrag                         |
| Japan                                  | Auslieferung auf vertragsloser Grundlage                         |
| Jemen                                  | Auslieferung auf vertragsloser Grundlage                         |
| Jordanien                              | Kein Auslieferungsverkehr                                        |
| Kaimaninseln (UK)                      | Zwischenstaatlicher Auslieferungsvertrag                         |
| Kambodscha                             | Kein Auslieferungsverkehr                                        |
| Kamerun                                | Auslieferung auf vertragsloser Grundlage                         |
| Kanada                                 | Zwischenstaatlicher Auslieferungsvertrag                         |
| Kanalinseln (UK)                       | Europäisches Auslieferungsübereinkommen                          |
| Kapverden                              | Auslieferung auf vertragsloser Grundlage                         |
| Kasachstan                             | Kein Auslieferungsverkehr                                        |
| Katar                                  | Auslieferung auf vertragsloser Grundlage                         |
| Kenia                                  | Zwischenstaatlicher Auslieferungsvertrag                         |
| Kirgisistan                            | Kein Auslieferungsverkehr                                        |
| Kolumbien                              | Auslieferung auf vertragsloser Grundlage                         |
| Kosovo                                 | Zwischenstaatlicher Auslieferungsvertrag                         |
| Kroatien                               | Regelung im nationalen Recht                                     |
| Kuba                                   | Kein Auslieferungsverkehr                                        |
| Kuwait                                 | Auslieferung auf vertragsloser Grundlage                         |
| Laos                                   | Keine Erkenntnisse                                               |
| Lesotho                                | Zwischenstaatlicher Auslieferungsvertrag                         |
| Lettland                               | Regelung im nationalen Recht                                     |
| Libanon                                | Kein Auslieferungsverkehr                                        |
| Liberia                                | Auslieferung nur aufgrund einer zwischenstaatlichen Vereinbarung |
| Libyen                                 | Auslieferung auf vertragsloser Grundlage                         |
| Liechtenstein                          | Europäisches Auslieferungsübereinkommen                          |
| Litauen                                | Regelung im nationalen Recht                                     |
| Luxemburg                              | Regelung im nationalen Recht                                     |
| Madagaskar                             | Auslieferung auf vertragsloser Grundlage                         |
| Malawi                                 | Zwischenstaatlicher Auslieferungsvertrag                         |
| Malaysia                               | Kein Auslieferungsverkehr                                        |
| Malediven                              | Kein Auslieferungsverkehr                                        |
| Mali                                   | Auslieferung auf vertragsloser Grundlage                         |
| Malta                                  | Regelung im nationalen Recht                                     |
| Marokko                                | Auslieferung auf vertragsloser Grundlage                         |
| Marshallinseln                         | Keine Erkenntnisse                                               |
| Mauretanien                            | Auslieferung auf vertragsloser Grundlage                         |
| Mauritius                              | Zwischenstaatlicher Auslieferungsvertrag                         |
| Mazedonien                             | Europäisches Auslieferungsübereinkommen                          |
| Mexiko                                 | Zwischenstaatlicher Auslieferungsvertrag                         |
| Moldawien                              | Europäisches Auslieferungsübereinkommen                          |
| Monaco                                 | Europäisches Auslieferungsübereinkommen                          |
| Mongolei                               | Kein Auslieferungsverkehr                                        |
| Montenegro                             | Europäisches Auslieferungsübereinkommen                          |
| Montserrat (UK)                        | Zwischenstaatlicher Auslieferungsvertrag                         |
| Mosambik                               | Kein Auslieferungsverkehr                                        |
| Myanmar                                | Kein Auslieferungsverkehr                                        |
| Namibia                                | Auslieferung auf vertragsloser Grundlage                         |
| Nauru                                  | Auslieferung auf vertragsloser Grundlage                         |
| Nepal                                  | Auslieferung auf vertragsloser Grundlage                         |
| Neuseeland                             | Auslieferung auf vertragsloser Grundlage                         |
| Nicaragua                              | Auslieferung auf vertragsloser Grundlage                         |
| Niederlande                            | Regelung im nationalen Recht                                     |
| Niederländische Antillen               | Europäisches Auslieferungsübereinkommen                          |
| Niger                                  | Auslieferung auf vertragsloser Grundlage                         |
| Nigeria                                | Auslieferung auf vertragsloser Grundlage                         |
| Nordkorea                              | Kein Auslieferungsverkehr                                        |
| Norwegen                               | Europäisches Auslieferungsübereinkommen                          |
| Oman                                   | Keine Erkenntnisse                                               |
| Österreich                             | Regelung im nationalen Recht                                     |
| Pakistan                               | Kein Auslieferungsverkehr                                        |
| Panama                                 | Auslieferung auf vertragsloser Grundlage                         |
| Papua-Neuguinea                        | Kein Auslieferungsverkehr                                        |
| Paraguay                               | Zwischenstaatlicher Auslieferungsvertrag                         |
| Peru                                   | Auslieferung auf vertragsloser Grundlage                         |
| Philippinen                            | Kein Auslieferungsverkehr                                        |
| Pitcairninseln (UK)                    | Zwischenstaatlicher Auslieferungsvertrag                         |
| Polen                                  | Regelung im nationalen Recht                                     |
| Portugal                               | Regelung im nationalen Recht                                     |
| Republik Kongo                         | Auslieferung auf vertragsloser Grundlage                         |
| Republik Zypern                        | Regelung im nationalen Recht                                     |
| Ruanda                                 | Auslieferung auf vertragsloser Grundlage                         |
| Rumänien                               | Regelung im nationalen Recht                                     |
| Russland                               | Europäisches Auslieferungsübereinkommen                          |
| Salomonen                              | Keine Erkenntnisse                                               |
| Sambia                                 | Zwischenstaatlicher Auslieferungsvertrag                         |
| Samoa                                  | Keine Erkenntnisse                                               |
| San Marino                             | Europäisches Auslieferungsübereinkommen                          |
| São Tomé und Principe                  | Auslieferung auf vertragsloser Grundlage                         |
| Saudi-Arabien                          | Auslieferung auf vertragsloser Grundlage                         |
| Schweden                               | Regelung im nationalen Recht                                     |
| Schweiz                                | Europäisches Auslieferungsübereinkommen                          |
| Senegal                                | Auslieferung auf vertragsloser Grundlage                         |
| Serbien                                | Europäisches Auslieferungsübereinkommen                          |
| Seychellen                             | Zwischenstaatlicher Auslieferungsvertrag                         |
| Sierra Leone                           | Kein Auslieferungsverkehr                                        |
| Simbabwe                               | Keine Erkenntnisse                                               |
| Singapur                               | Zwischenstaatlicher Auslieferungsvertrag                         |
| Slowakei                               | Regelung im nationalen Recht                                     |
| Slowenien                              | Regelung im nationalen Recht                                     |
| Somalia                                | Kein Auslieferungsverkehr                                        |
| Sonderverwaltungsregion Hongkong (VRC) | Zwischenstaatlicher Auslieferungsvertrag                         |
| Sonderverwaltungsregion Macau (VRC)    | Kein Auslieferungsverkehr                                        |
| Spanien                                | Regelung im nationalen Recht                                     |
| Sri Lanka                              | Auslieferung nur aufgrund einer zwischenstaatlichen Vereinbarung |
| St. Helena (UK)                        | Zwischenstaatlicher Auslieferungsvertrag                         |
| St. Kitts und Nevis                    | Zwischenstaatlicher Auslieferungsvertrag                         |
| St. Lucia                              | Zwischenstaatlicher Auslieferungsvertrag                         |
| St. Vincent und die Grenadinen         | Zwischenstaatlicher Auslieferungsvertrag                         |
| Südafrika                              | Europäisches Auslieferungsübereinkommen                          |
| Sudan                                  | Auslieferung nur aufgrund einer zwischenstaatlichen Vereinbarung |
| Suriname                               | Keine Erkenntnisse                                               |
| Eswatini                               | Zwischenstaatlicher Auslieferungsvertrag                         |
| Syrien                                 | Auslieferung auf vertragsloser Grundlage                         |
| Tadschikistan                          | Kein Auslieferungsverkehr                                        |
| Taiwan                                 | Kein Auslieferungsverkehr                                        |
| Tansania                               | Keine Erkenntnisse                                               |
| Thailand                               | Auslieferung auf vertragsloser Grundlage                         |
| Togo                                   | Auslieferung auf vertragsloser Grundlage                         |
| Tonga                                  | Zwischenstaatlicher Auslieferungsvertrag                         |
| Trinidad und Tobago                    | Zwischenstaatlicher Auslieferungsvertrag                         |
| Tschad                                 | Auslieferung auf vertragsloser Grundlage                         |
| Tschechien                             | Regelung im nationalen Recht                                     |
| Tunesien                               | Zwischenstaatlicher Auslieferungsvertrag                         |
| Türkei                                 | Europäisches Auslieferungsübereinkommen                          |
| Turkmenistan                           | Kein Auslieferungsverkehr                                        |
| Turks- und Caicosinseln (UK)           | Zwischenstaatlicher Auslieferungsvertrag                         |
| Tuvalu                                 | Keine Erkenntnisse                                               |
| Uganda                                 | Zwischenstaatlicher Auslieferungsvertrag                         |
| Ukraine                                | Europäisches Auslieferungsübereinkommen                          |
| Ungarn                                 | Regelung im nationalen Recht                                     |
| Uruguay                                | Auslieferung auf vertragsloser Grundlage                         |
| Usbekistan                             | Kein Auslieferungsverkehr                                        |
| Vatikanstadt                           | Kein Auslieferungsverkehr                                        |
| Venezuela                              | Auslieferung auf vertragsloser Grundlage                         |
| Vereinigte Arabische Emirate           | Auslieferung auf vertragsloser Grundlage                         |
| Vereinigte Staaten                     | Zwischenstaatlicher Auslieferungsvertrag                         |
| Vereinigtes Königreich                 | Regelung im nationalen Recht                                     |
| Vietnam                                | Kein Auslieferungsverkehr                                        |
| Volksrepublik China                    | Kein Auslieferungsverkehr                                        |
| Zentralafrikanische Republik           | Auslieferung auf vertragsloser Grundlage                         |

## Österreich
Die Aus- und Durchlieferung von Personen an einen anderen Staat zu Zwecken der Strafverfolgung ist seit 1980 im Auslieferungs- und Rechtshilfegesetz (ARHG) geregelt.